# Гуковский музей шахтёрского труда имени Л.И. Микулина
Государственное учреждение культуры Ростовской области «Гуковский музей шахтерского труда имени Л. И. Микулина» работает в г. Гуково Ростовской области.
Единственный в европейской части России музей, отражающий историю развития угледобывающей отрасли.
Гуковский музей шахтерского труда посещает 25 000 человек в год.

## История музея
Музей был основан педагогом и краеведом Леонидом Ивановичем Микулиным в 1961 г. как школьный краеведческий. Первые экспонаты собирали учащиеся гуковской школы № 4. В 1964 г. музей стал народным. В 1992 г. Гуковский музей шахтерского труда обрел статус областного учреждения.
В 1998 г. музею было передано отдельное здание. К тому моменту в фондах музея находилось более 11 000 предметов.
С конца 1990-х — в начале 2000-х гг. музей начал интенсивно развиваться как шахтерский. В музее появился комплекс залов «Шахта», где представлены горные выработки в натуральную величину, панорамы дореволюционных шахт, современные горные машины и оборудование.

## Здание музея
Гуковский музей шахтерского труда располагается в двухэтажном здании по адресу ул. Ковалева, 49.
Экспозиционно-выставочная площадь составляет 1680 кв.м.

## Экспонаты и фонды
В настоящее время музейное собрание насчитывает более 23 000 предметов.
Гуковский музей шахтерского труда располагает 18 коллекциями, в их числе: «Археология», «Горно-шахтное оборудование», «Декоративно-прикладное искусство», «Минералы», «Монеты», «Часы», «Письменные источники», «Фалеристика», «Лотерейные билеты», «Бонистика», «Природа», « Фотографии», «Бытовая одежда», «Изобразительное искусство», "Звукозапись, «Вещественные предметы» и «Вещественные предметы из металла».
Наиболее зрелищной и познавательной для посетителей является экскурсия по комплексу залов «Шахта». Выставленные здесь коллекции представляют историю шахтерского дела и угледобывающей промышленности с XVIII века до наших дней, рассказывают о труде и быте шахтеров, героях труда. В залах «Шахта» можно увидеть первые горняцкие инструменты, подлинные орудия труда шахтеров начала прошлого века, и современное оборудование: буровую машину для проходческих работ, погрузочную машину, угледобывающий комбайн, людские и грузовые вагонетки, инспекторскую клеть, шахтную крепь различных видов. Здесь собран подземный рельсовый путь, воссоздан шахтный штрек в натуральную величину.